# Vakasalewalewa
Vakasalewalewa são pessoas de Fiji que foram designadas do sexo masculino ao nascer, mas que têm uma expressão de gênero feminina. Em Fiji, isto é entendido como uma identidade tradicional de terceiro género, culturalmente específica do país.

## Etimologia
O termo vem do fijiano e pode ser traduzido como "agir como uma mulher"; tem conotações de um modo de vida cultural tradicional. Um termo moderno relacionado é qauri, que é usado para descrever coletivamente todas as pessoas não heteronormativas de corpo masculino em Fiji. Outro termo relacionado é viavialewa, que se traduz como “querer ser mulher”.
Vakasalewalewa está incluído na sigla MVPFAFF+ (mahu, vakasalewalewa, palopa, fa'afafine, akava'ine, fakaleiti ou leiti, fakafifine e outros), cunhado por Phylesha Brown-Acton, para "aumentar a consciência da diversidade de gênero de Pasifika, além do termo LGBTQI".

## História e cultura
Os registos históricos coloniais são omissos quanto ao papel dos vakasalewalewa na sociedade fijiana. No entanto, tal como muitas outras identidades de género na Oceânia, como a akava'ine nas Ilhas Cook ou a Fa'afafine em Samoa, estas identidades existiam e eram valorizadas nas Fiji pré-modernas. O ativista Shaneel Lal argumenta que, antes da colonização, os vakasalewalewa eram parte integrante da sociedade nativa de Fiji. Lal afirma que a colonização despojou os fijianos das suas ricas identidades queer e condicionou-os com homofobia, transfobia e queerfobia.[carece de fontes?]
De acordo com Joey Joleen Mataele, muitos vakasalewalewa trabalham em indústrias de hospitalidade.

## Recepção
No estudo de Geir Henning Presterudsten sobre qauri comunidades, eles relataram que muitos rejeitaram o rótulo de vakasalewalewa, acreditando que era "antiquado" ou "restritivo". No entanto, as pessoas que se identificaram como vakasalewalewa encontraram maior aceitação em Fiji do que aquelas que se identificaram como qauri.

## Vakasalewalewa notável
- Kalisito Biaukula - locutor e ativista dos direitos humanos.[13]
- Shaneel Lal - ativista dos direitos indígenas e queer.[14]